# Platja de Son Real
Platja de Son Real (südöstlicher Abschnitt auch Platja des Dolç) ist ein Sandstrand an der Nordküste der spanischen Baleareninsel Mallorca. Er befindet sich im Nordosten der Gemeinde Santa Margalida an der Badia d’Alcúdia („Bucht von Alcúdia“), zwischen den Orten Son Serra de Marina und Can Picafort.

## Lage und Beschreibung

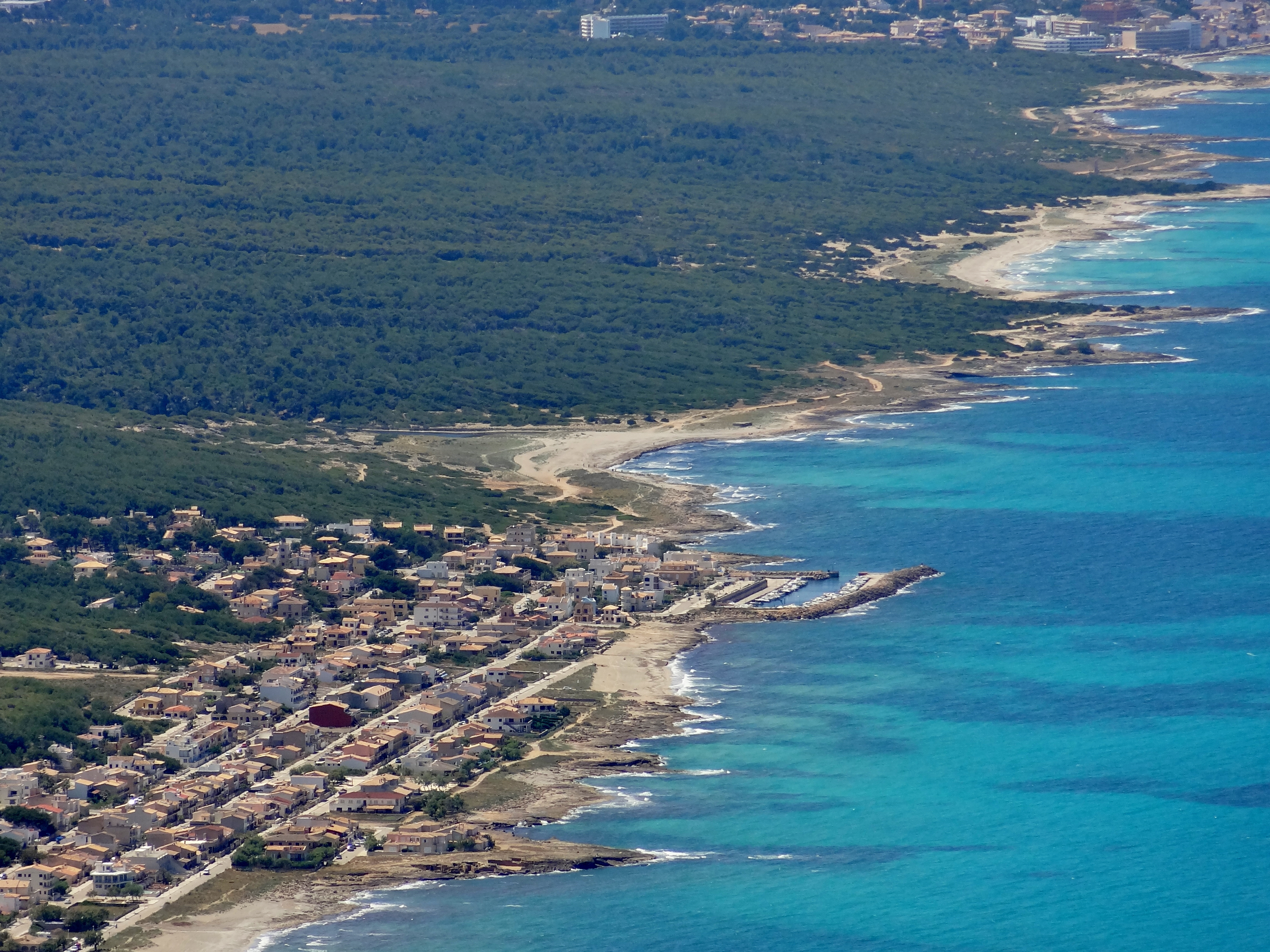
Lage an der Badia d’Alcúdia

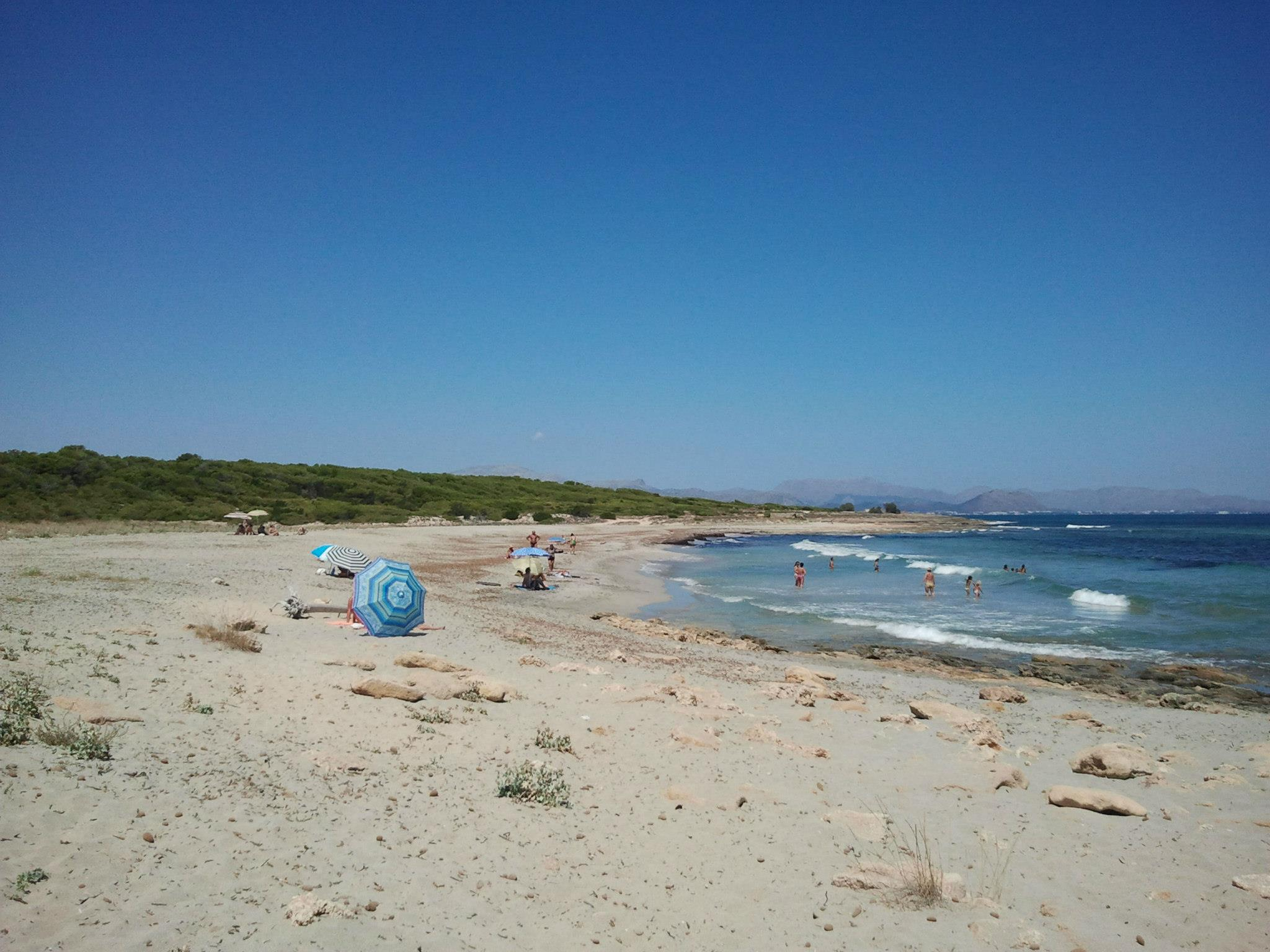
Südostseite der Platja de Son Real, auch Platja des Dolç genannt

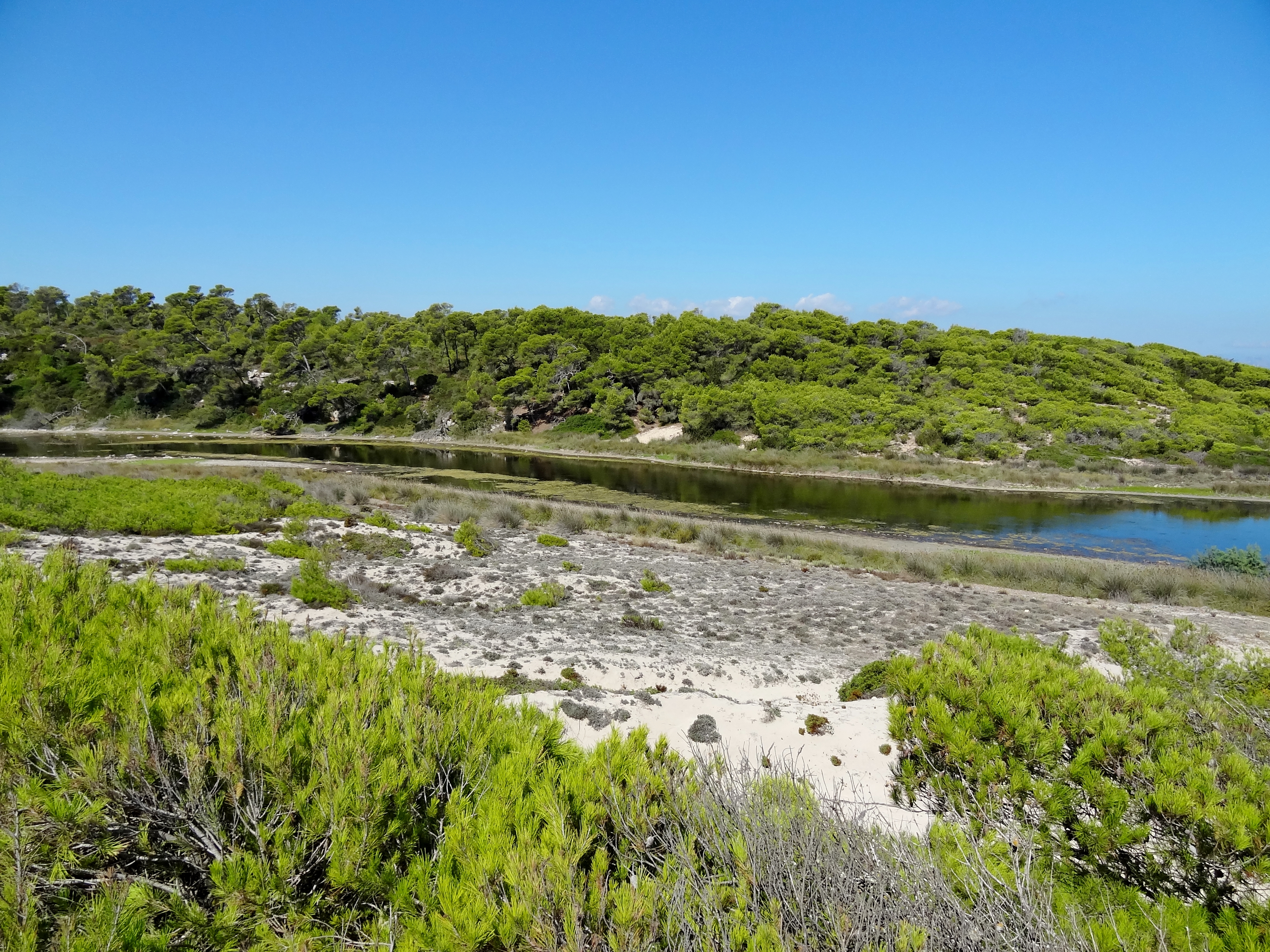
Torrent de Son Real

Die Platja de Son Real liegt etwa 500 Meter nordwestlich von Son Serra de Marina, einem Urlaubsort mit nur ein- und zweigeschossigen Häusern an der Südseite der Badia d’Alcúdia. Dabei ist der Strand Teil des ungefähr 1100 Hektar großen Naturschutzgebietes Dunes de Son Real (Typ ANEI – Àrea natural d’especial interès).
Gemeinsam mit den Stränden S’Arenal d’en Casat und Platja de Na Patana weiter im Nordwesten sowie dazwischen liegenden felsigen Abschnitten bildet er die Küstenlinie der Landschaft Son Real, einem ehemals zusammengehörigen Landgut zwischen den Sturzbächen Torrent de Son Real und Torrent de Son Bauló. Auf der Küstenebene des Landgutes Son Real bildeten sich Dünen, die durch Kiefern, Wacholdersträuche und Heide festgehalten werden und auf fünf Kilometern Länge bei zwei Kilometern Breite unter Schutz gestellt wurden.
Die östliche Grenze des Gebietes bildet der Torrent de Son Real, der an dem nach ihm benannten etwa 300 Meter langen und 250 Meter breiten Strand aus hellem Sand nur bei starken Regenfällen ins Meer mündet. Die meiste Zeit des Jahres bleibt hinter der Platja de Son Real ein Brackwassersee stehen. Dieser zieht sich, umgeben von Kiefernwald, etwa einen Kilometer ins Inselinnere, bis zu den dortigen Gebäuden von Hort de Son Serra. Am Ostufer des Sturzbaches beginnt das ebenfalls nach einem der ehemals großen Landgüter Mallorcas benannte Gebiet von Son Serra, das östlich bis zum Torrent de na Borges reicht.
Die Grenzlage des Strandes zwischen Son Real und Son Serra führte immer wieder zu unterschiedlichen Bezeichnungen. So ist die südöstliche, zu Son Serra gehörende Seite auch unter dem Namen Platja des Dolç bekannt, nach der sich im Osten anschließenden Felsformation es Dolç an der Küste. Selbst der Torrent de Son Real ist auf einer alten, im Rathaus von Santa Margalida aushängenden Flurkarte des Landgutes Son Real als Torrent de Son Serra verzeichnet. Nach in neuerer Zeit einheitlichen Namensgebung nach dem Gebiet Son Real für den an der Platja de Son Real mündenden Sturzbach scheint sich auch die entsprechende Strandbezeichnung dem Namen des Torrent de Son Real entsprechend durchzusetzen.

## Zugang
Über die Platja de Son Real verläuft der naturbelassene Küstenwanderweg von Son Serra de Marina nach Son Bauló, einem Ortsteil von Can Picafort. Nächster mit Fahrzeugen erreichbare Punkt ist der westliche Teil von Son Serra de Marina nahe dem dortigen Yachthafen. Von dort ist der Strand von Son Real in etwa 500 Metern Richtung Nordwesten zu Fuß erreichbar. Son Serra de Marina erreicht man auf der Landstraße MA-12 zwischen Artà und Alcúdia.